# 데이비드 월리스
데이빗 월리스(David Wallace, 1958년 11월 23일 ~ )는 미국의 배우, 텔레비전 배우이다.
마이애미에서 태어났다.

## 영화
- 모츄어리 (1983년)
- 호텔 - 시리즈 (1983년)
- 미로 (1982년)
- 은반 위의 기적 (1981년)
- 어떤 유혹 (1980년)
- 우리 생애 나날들 (1965년)